# Franz Hillinger (Politiker)

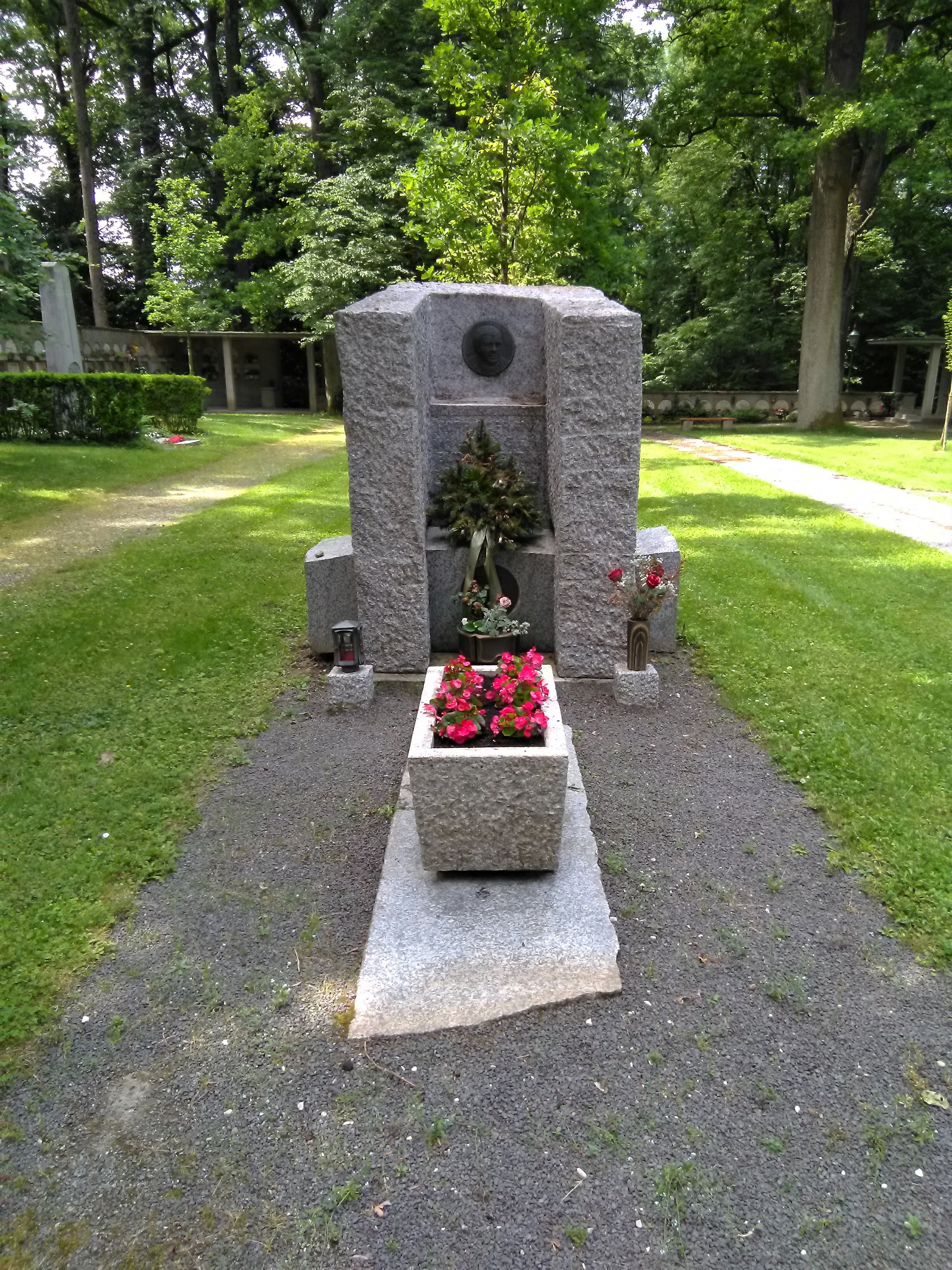
Urnenhain Urfahr, Grabstätte von Bürgermeister Franz Hillinger

Franz Hillinger (* 24. Oktober 1921 in Linz; † 10. Mai 1991 ebenda) war ein sozialdemokratischer Politiker, Beamter und Bürgermeister von Linz von 1969 bis 1984.

## Leben
Franz Hillinger legte 1938 die Handelsangestelltenprüfung ab. 1939 trat er in den Dienst des Magistrats Linz ein. 1940 wurde er zur Wehrmacht eingezogen. Zum 1. September 1941 trat er der NSDAP bei (Mitgliedsnummer 8.671.219). Im Zweiten Weltkrieg geriet er in Kriegsgefangenschaft. Nach der Rückkehr 1947 engagierte er sich in der SPÖ, in deren Bezirksparteivorstand er 1949 gewählt wurde. Ab 1954 war er Gemeinderat, von 1956 bis 1965 Stadtrat.
1965 wurde Hillinger Vizebürgermeister und am 17. November 1969 wurde er Nachfolger von Theodor Grill als Linzer Bürgermeister. 1984 trat er aus gesundheitlichen Gründen zurück.
Hillinger war einer der populärsten Bürgermeister der oberösterreichischen Landeshauptstadt. Er trug stets eine Fliege und wurde deshalb von den Linzern mit dem Spitznamen „Mascherl-Franz“ bedacht.
Franz Hillinger galt als Politiker, der großen Wert auf die Errichtung von Sozialeinrichtungen legte, was sich auch in der Schaffung von Beratungsstellen, der Aktion „Essen auf Rädern“ und dem Bau von Schulen, Horten, dem Linzer Jugendgästehaus und vier Volkshäusern widerspiegelte. Ebenfalls in seine Amtszeit fielen der Ausbau der Straßenbahn nach Dornach-Auhof, und die Errichtung der Linzer Sporthalle, der Eishalle und der Bezirkssportanlage Lissfeld.
Neben seinem kommunalen Engagement war Hillinger von 1972 bis 1974 auch Landesvorsitzender der SPÖ. Ein Jahr nach der oberösterreichischen Landtagswahl 1973, die für die Sozialdemokraten entgegen dem Bundestrend erhebliche Verluste brachte, wurde Hillinger auf einem Parteitag abgewählt und er beschränkte sich daraufhin auf seine Tätigkeit als Bürgermeister.
Franz Hillinger, nach dem unter anderem ein Seniorenheim in Linz-Urfahr benannt wurde, starb nach langem Leiden am 10. Mai 1991 in Linz und wurde im Urnenhain Urfahr bestattet.

## Auszeichnungen
- 1976: Großes Goldenes Ehrenzeichen für Verdienste um die Republik Österreich[3]